# Conclave de 1572

Brasão papal de Sua Santidade o papa Gregório XIII

O Conclave de 1572 foi a reunião de eleição papal realizada após a morte do Papa Pio V. Durou de 12 a 13 de maio de 1572.

## Divisão dos cardeais
O Colégio Cardinalício foi dividido em várias facções. A maioria dos criados pelo Papa Pio IV seguiu a liderança de seus sobrinhos Carlos Borromeu e Mark Sittich von Hohenems. Michele Bonelli, sobrinho-neto de São Pio V, era o líder dos cardeais elevados por este pontífice. Alessandro Farnese era ainda muito influente, e tinha adeptos não só entre os criados por seu avô Papa Paulo III. Os interesses de Filipe II de Espanha foram representadas por Pacheco e Granvella. O cardeal Rambouillet foi o principal representante de Carlos IX da França no conclave.

## Candidatos ao papado
Cardeais Farnese, Savelli, Correggio, Ricci e Boncompagni foram considerados os principais papabili . Farnese foi o mais ativo na promoção de sua candidatura própria, mas ele também se reuniu com a oposição mais forte. Seu principal adversário foi o Cardeal Médici, por causa da rivalidade entre a Casa de Medici (Grão-Ducado da Toscana) e da Casa de Farnese (Ducado de Parma), no norte da Itália. Também o rei Filipe II de Espanha era contra a candidatura Farnese, porque ele considerava sua elevação perigosa para o equilíbrio de poder na Itália. Os Farnese consideravam como inaceitável a eleição do austero Carlos Borromeu. Dessa forma, tinha-se a ideia de que o conclave iria durar muito tempo, talvez até vários meses .

## Conclave
Cinqüenta e dois Cardeais entraram no conclave, em 12 de maio. No mesmo dia à noite, juntou-se mais um, Granvella, vice-rei de Nápoles e representante oficial de Filipe II de Espanha. O primeiro passo dado por Granvella foi informar Alessandro Farnese que o Rei de Espanha não iria aceitar a sua eleição e pedir-lhe que retirasse sua candidatura, a fim de manter a paz na Itália. Surpreso, Farnese entendeu que com a oposição tão forte, ele nunca iria obter a maioria necessária, mas, admitindo sua derrota, ele queria ser capaz de usar sua influência efetiva na escolha do novo pontífice. Quase todo o dia seguinte, os líderes das facções principais, Farnese, Bonelli, Granvelle e Borromeo, passaram à procura de um candidato de consenso e, finalmente, concordaram em eleger aos setenta anos de idade Ugo Boncompagni. O primeiro escrutínio teve lugar em 13 de maio às seis horas da noite. No final da fase de accessus Ugo Boncompagni foi eleito Papa, recebendo todos os votos, exceto o de sua autoria, que deu a Granvella. Ele aceitou a sua eleição e tomou o nome de Gregório XIII, em honra do Papa Gregório I .
O povo de Roma foi surpreendido com uma eleição tão rápida, mas congratulou-se com o novo papa, porque ele não era nem religioso, nem um austero "teatino", como a maioria das pessoas temiam. Em 25 de maio, Gregório XIII foi solenemente coroado pelo Cardeal Protodiácono Innocenzo del Monte.

## Cardeais votantes
| Consistóro                | 1572 |
| ------------------------- | ---- |
| Dezembro 1534             | 1    |
| Dezembro 1536             | 1    |
| Dezembro 1538             | 1    |
| Dezembro 1539             | 1    |
| Junho 1542                | 2    |
| Dezembro 1544             | 2    |
| Dezembro 1545             | 1    |
| Julho 1547                | 2    |
| Janeiro 1548              | 1    |
| Consistórios de Paulo III | 12   |
| Maio 1550                 | 1    |
| Dezembro 1551             | 3    |
| Dezembro 1553             | 2    |
| Consistórios de Júlio III | 6    |
| Dezembro 1555             | 1    |
| Consistórios de Paulo IV  | 1    |
| Janeiro 1560              | 2    |
| Fevereiro 1561            | 10   |
| Dezembro 1563             | 1    |
| Março 1565                | 16   |
| Consistórios de Pio IV    | 29   |
| Março 1566                | 1    |
| Março 1568                | 3    |
| Maio 1570                 | 14   |
| Consistórios de Pio V     | 18   |
| Total                     | 66   |

| Criado por            | Cardeais | Por Cento |
| --------------------- | -------- | --------- |
| Papa Paulo III (PIII) | 012      | 18,18 %   |
| Papa Júlio III (JIII) | 06       | 9,09 %    |
| Papa Paulo IV (PaIV)  | 01       | 1,52 %    |
| Papa Pio IV (PiIV)    | 029      | 43,94 %   |
| Papa Pio V (PV)       | 018      | 27,27 %   |
| Total                 | 66       | 100 %     |

### Cardeais Bispos
| Nº | Nome                            | Consistório   | Papa |
| -- | ------------------------------- | ------------- | ---- |
| 1  | Giovanni Girolamo Morone        | Junho 1542    | PIII |
| 2  | Cristoforo Madruzzo             | Junho 1542    | PIII |
| 3  | Alessandro Farnese              | Dezembro 1534 | PIII |
| 4  | Otto Truchsess von Waldburg     | Dezembro 1544 | PIII |
| 5  | Giulio Feltre della Rovere      | Julho 1547    | PIII |
| 6  | Giovanni Ricci de Montepulciano | Novembro 1551 | JIII |

### Cardeais Presbíteros
| Nº | Nome                                 | Consistório    | Papa |
| -- | ------------------------------------ | -------------- | ---- |
| 7  | Giacomo Savelli                      | Dezembro 1539  | PIII |
| 8  | Fulvio Giulio della Corgna, O.S.H.   | Novembro 1551  | JIII |
| 9  | Luigi Cornaro                        | Novembro 1551  | JIII |
| 10 | Girolamo Simoncelli                  | Dezembro 1553  | JIII |
| 11 | Scipione Rebiba                      | Dezembro 1555  | PaIV |
| 12 | Giovanni Antonio Serbelloni          | Janeiro 1560   | PiIV |
| 13 | Carlos Borromeu                      | Janeiro 1560   | PiIV |
| 14 | Mark Sittich von Hohenems            | Fevereiro 1561 | PiIV |
| 15 | Alfonso Gesualdo                     | Fevereiro 1561 | PiIV |
| 16 | Gianfrancesco Gambara                | Fevereiro 1561 | PiIV |
| 17 | Stanisław Hozjusz                    | Fevereiro 1561 | PiIV |
| 18 | Antoine Perrenot de Granvelle        | Fevereiro 1561 | PiIV |
| 19 | Ludovico Madruzzo                    | Fevereiro 1561 | PiIV |
| 20 | Innico d'Avalos d'Aragona, O.S.H.    | Fevereiro 1561 | PiIV |
| 21 | Girolamo di Corregio                 | Fevereiro 1561 | PiIV |
| 22 | Marco Antônio Colonna                | Março 1565     | PiIV |
| 23 | Tolomeo Gallio                       | Março 1565     | PiIV |
| 24 | Prospero Pubblicola Santacroce       | Março 1565     | PiIV |
| 25 | Marco Antonio Bobba                  | Março 1565     | PiIV |
| 26 | Ugo Boncompagni                      | Março 1565     | PiIV |
| 27 | Alessandro Sforza                    | Março 1565     | PiIV |
| 28 | Flavio Fulvio Orsini                 | Março 1565     | PiIV |
| 29 | Francesco Alciati                    | Março 1565     | PiIV |
| 30 | Alessandro Crivelli                  | Março 1565     | PiIV |
| 31 | Guglielmo Sirleto                    | Março 1565     | PiIV |
| 32 | Gabriele Paleotti                    | Março 1565     | PiIV |
| 33 | Michele Bonelli, O.P.                | Março 1566     | PV   |
| 34 | Giovanni Paolo della Chiesa          | Março 1568     | PV   |
| 35 | Marco Antonio Maffei                 | Maio 1570      | PV   |
| 36 | Pierdonato Cesi                      | Maio 1570      | PV   |
| 37 | Charles d'Angennes de Rambouillet    | Maio 1570      | PV   |
| 38 | Felice Peretti Montalto, O.F.M.Conv. | Maio 1570      | PV   |
| 39 | Giovanni Aldobrandini                | Maio 1570      | PV   |
| 40 | Girolamo Rusticucci                  | Maio 1570      | PV   |
| 41 | Archangelo de 'Bianchi, O.P.         | Maio 1570      | PV   |
| 42 | Paolo Burali d'Arezzo, C.R.          | Maio 1570      | PV   |
| 43 | Vincenzo Giustiniani, O.P.           | Maio 1570      | PV   |
| 44 | Gian Girolamo Albani                 | Maio 1570      | PV   |

### Cardeais Diáconos
| Nº | Nome                        | Consistório    | Papa |
| -- | --------------------------- | -------------- | ---- |
| 45 | Niccolò Caetani             | Dezembro 1536  | PIII |
| 46 | Ippolito II d'Este          | Dezembro 1538  | PIII |
| 47 | Luigi d'Este                | Fevereiro 1561 | PiIV |
| 48 | Francisco Pacheco de Toledo | Fevereiro 1561 | PiIV |
| 49 | Ferdinando de' Medici       | Dezembro 1563  | PiIV |
| 50 | Guido Luca Ferraro          | Março 1565     | PiIV |
| 51 | Benedetto Lomellini         | Março 1565     | PiIV |
| 52 | Antonio Carafa              | Março 1568     | PV   |
| 53 | Giulio Aquaviva d'Aragona   | Maio 1570      | PV   |

### Cardeais ausentes

#### Cardeais Presbíteros
| Nº | Nome                      | Consistório   | Papa |
| -- | ------------------------- | ------------- | ---- |
| 54 | Georges d'Armagnac        | Dezembro 1544 | PIII |
| 55 | Henrique de Portugal      | Dezembro 1545 | PIII |
| 56 | Charles de Lorraine-Guise | Julho 1547    | PIII |
| 57 | Luís I de Guise           | Dezembro 1553 | JIII |
| 58 | Zaccaria Delfino          | Março 1565    | PiIV |
| 59 | Diego Espinoza            | Março 1568    | PV   |
| 60 | Gaspar Cervantes          | Maio 1570     | PV   |
| 61 | Giulio Antonio Santori    | Maio 1570     | PV   |
| 62 | Nicolas de Pellevé        | Maio 1570     | PV   |

#### Cardeal Diácono
| Nº | Nome                          | Consistório  | Papa |
| -- | ----------------------------- | ------------ | ---- |
| 63 | Charles I de Bourbon-Vandôme  | Janeiro 1548 | PIII |
| 64 | Innocenzo Ciocchi del Monte   | Maio 1550    | JIII |
| 65 | Antoine de Créquy Canaples    | Março 1565   | PiIV |
| 66 | Giovanni Francesco Commendone | Março 1565   | PiIV |